# Joep Schrijvers
Joep Schrijvers (Amsterdam, 1957) is een Nederlandse schrijver. Hij werd onder andere bekend door het debuut 'Hoe word ik een rat?' uit 2002, wat ingaat op leiderschap.
Schrijvers studeerde tussen 1975 en 1982 andragologie aan de Universiteit van Amsterdam. Schrijvers was voorzitter van de Amsterdamse afdeling van het Humanistisch Verbond.
Op 3 december 2005 was hij samen met Giel Beelen te gast in Dit was het nieuws.

## Boeken
- Hoe word ik een rat?[6] (2002)
- Het maandagmorgengevoel (2004)
- Het wilde vlees – de tomtommisering van de passionele mens (2006)
- Maak er wat van! (2012)
- Een talent voor pluche. Bijdrage in het boek Strategisch Talent Management (2015)
- Hoe raak je ze kwijt? Over ontspoorde leiders en slechte managers (2017)
- Hoop in bange dagen – inspiratie zakwoordenboek voor standvastige en eigenzinnige mensen (2020)